# یواس‌اس بنگور (پی‌اف-۱۶)
یواس‌اس بنگور (پی‌اف-۱۶) (به انگلیسی: USS Bangor (PF-16)) یک کشتی بود که طول آن ۳۰۳ فوت ۱۱ اینچ (۹۲٫۶۳ متر) بود. این کشتی در سال ۱۹۴۳ ساخته شد.